# Burgruine Fragenstein

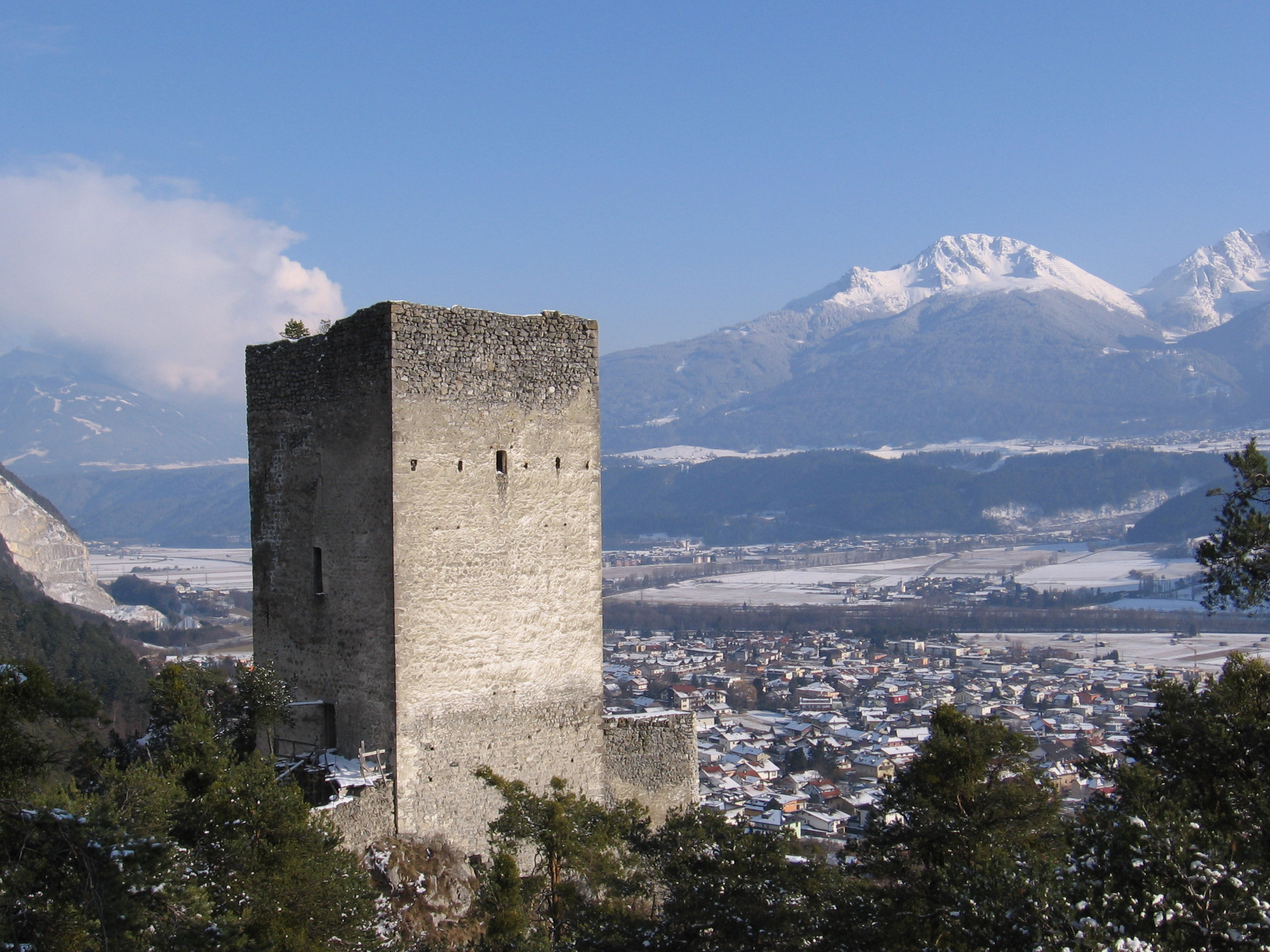
Burgruine Fragenstein: Bergfried

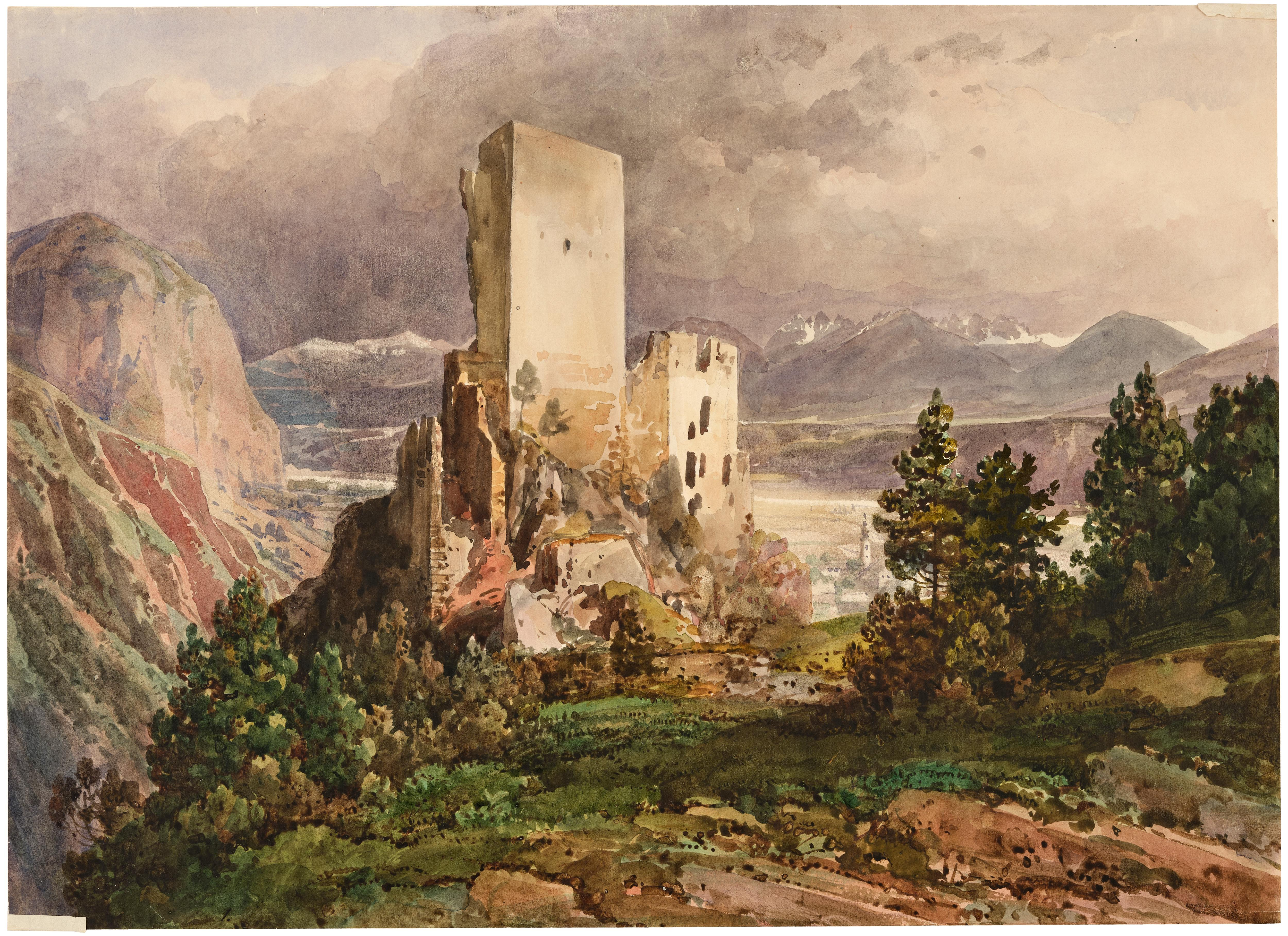
Thomas Ender: Burgruine Fragenstein, 19. Jh.

Die Burgruine Fragenstein, bisweilen auch als Burg Weineck bezeichnet, ist die teilweise renovierte Ruine einer Höhenburg in der Gemeinde Zirl im Bezirk Innsbruck-Land von Tirol. Die Burgruine Fragenstein steht unter Denkmalschutz.

## Geschichte
Die Burg Fragenstein ist eine Gründung der Grafen von Andechs, vermutlich schon am Anfang des 12. Jahrhunderts. Sie sollte den für den Salzhandel wichtigen Weg über den Seefelder Sattel sichern und durch Wegzoll finanzieren. Die Burg war 1227 Sitz der Herren von Fragenstein, die Ministerialen der Andechser waren. Ein Hageno de Fragenstain scheint 1232 hier urkundlich auf. Vor 1248 gelangte die Burg an die Grafen von Tirol. Die Feste war im 13. Jahrhundert auch Gerichtssitz, worauf auch der Name hinweisen dürfte. Unter Frag verstand man damals ein Verhör und mit der peinlichen Frag war die Folter gemeint.
Ein Lehensnehmer war 1254 Gebhard von Hirschberg, sein gleichnamiger Sohn verkaufte dann die Burg 1284 an Meinhard II. von Tirol. Dieser vergab die Burg als Lehen an die Otto Charlinger, Salzmeier zu Hall, und der Gerichtssitz wurde nach Hörtenberg verlegt. Im Jahr 1345 bestimmte Markgraf Ludwig, dass zum Bestreiten der Burghut die Zolleinnahmen von Zirl verwendet werden sollten. 1355 verzichtete Ruprecht Kärlinger (Charlinger) zu Gunsten des Berthold von Ebenhausen auf die Herrschaft. Bis 1365 ist Berchtold von Ebenhausen Lehensträger. 1365 erwarb Parzival I. von Weineck die Burg; unter ihm wird der westlich der Kernburg gelegene Bergfried gebaut. 1419 und 1426 besuchte der Minnesänger Oswald von Wolkenstein und Schwager des Parzivals II. von Weineck die Burg. Parzival gehörte zu der Adelsgruppe, die sich im Tiroler Adelsbund gegen den Landesfürsten erhoben hatte; 1426 hört Fragenstein auf, ein Lehen zu sein, da Herzog Friedrich IV. mit der leeren Tasche den aufständischen Parzival zum Zwangsverkauf der Burg nötigte. Die Burg fällt durch ein Gerichtsurteil allerdings erst 1446 an den Landesfürsten zurück, der seinerseits Pfleger zur Verwaltung der Burg bestellte. Unter Sigmund den Münzreichen und seinem Nachfolger Kaiser Maximilian I. wurde die Burg ausgebaut und als Ausgangspunkt für die beliebten Gams- und Hirschjagden genutzt. 1469 wird eine Burgkapelle im Palas eingeweiht.
Auf Grund ihrer weithin sichtbaren Lage war die Burg als Kreidfeuerstation prädestiniert. 1647 hatte sie die Verbindung zwischen Flaurling und Vellenberg herzustellen. Im 17. Jahrhundert wurde die Straße über den Zirlerberg weiter nach Westen verlagert, wodurch Fragenstein an Bedeutung verlor und zu verfallen begann. Ab 1662 kam die Burg in der Pfandschaft an den Hofbaumeister Johann Martin Gumpp, der sich sodann Gumpp von Fragenstein nannte.
Am 23. Juli 1703 kommt es während des spanischen Erbfolgekrieges zu einem Einfall der Bayern in Tirol. Während des sogenannten Bayrischen Rummels ziehen sich tirolische Truppen auf die Burg zurück und als sie der drückenden Übermacht nicht mehr standhalten konnten, sprengen sie schließlich die Burg. Auch der Meierhof unterhalb der Burg brannte nieder. Allerdings ließ ihn Johann Martin Gumpp wieder aufbauen; die zerstörte Burg wurde aber dem Verfall überlassen.
Bereits 1777 wurde die Burg als Ruine bezeichnet. Bis zum Beginn des 19. Jahrhunderts gehörte Fragenstein als Pfandbesitz der Familie Gumpp. 1843 wurden sie und die dazugehörenden Liegenschaften an die Zirler Peter Fuhrmann, Andrä Maizger und Jakob Kuen verpfändet; letzterer kaufte die Ruine 1843 und die Familie Kuen ist heute noch Besitzer des Hauptteiles der Anlage. Im Baedeker-Reiseführer von 1855 wird sie kurz erwähnt: „Auf dem letzten Vorsprung der [Seefelder] Straße ein viereckiger Thurm, Trümmer der Burg Fragenstein, einst Liebingsaufenthalt Maximilian I.“
1877 stürzte das nordöstliche Viertel des Ostturmes mit dem Palas ein. Erste Sicherungsarbeiten begannen durch den Österreichischen Burgenverein 1933. Zwischen 1974 und 1978 konnte die Ruine endgültig saniert werden.

## Burgruine Fragenstein heute
Von der einst ausgedehnten Burganlage stehen noch zwei weithin sichtbare quadratische Türme. Der mit Verputz versehene Bergfried stammt aus dem 13. Jahrhundert; der besser erhaltene obere Weinecker-Turm wurde 1483 erbaut und besitzt noch Reste einer Ringmauer. Die Burgruine liegt auf einem schmalen Felsgrat, der nach Süden steil zum Inntal und gegen Osten fast senkrecht zur Schlossbergklamm hin abfällt.
Der Zugang von der Westseite wird von dem Bergfried beherrscht, der noch in voller Höhe erhalten ist. Seine Nordostecke stürzte zwar Ende des 19. Jahrhunderts in die Schlucht, wurde jedoch um 1960 wieder aufgerichtet. Der Turm hat etwa 11 Meter Seitenlänge und zeigt alle Anzeichen von Bewohnbarkeit. Innen misst er etwa 6,5 × 7,0 Meter, d. h., es standen also über 50 m² Wohnfläche pro Stockwerk zur Verfügung. Die Ecken sind durch Buckelquader betont. Im Erdgeschoß findet sich das sogenannte Verlies, dieses hat nur einen nach Süden gerichteten Lichtschlitz und war nur vom 1. Obergeschoß über eine Treppe oder Leiter erreichbar.
Das 1. Obergeschoß enthielt zugleich den Eingang zum Turm, der vermutlich über eine Zugbrücke erreichbar war: Ein rundbogiger Hocheinstieg lag in der Mitte der Südseite, die von der Angriffsseite aus nicht einsehbar war. Eine zweite Türe befand sich an der Ostseite, diese wurde aber durch den Einsturz der NO-Ecke fast völlig zerstört. In der SO-Ecke des Wohnturms befindet sich ein Kamin, bei dem die Feuerstelle vertieft in der Mauerstärke lag. Die Ränder der länglichen Nische sind zur Gänze gequadert. Knapp unterhalb der Holzdecke geht der Rauchfang zur Gänze in der Mauerstärke ein und verläuft hinter einer weiteren Kaminnische im darüber liegenden Geschoß. Die gegen die Angriffsseite liegenden Nord- und Westseiten sind fensterlos. In der Spätgotik oder danach wurden an der Westseite Scharniere für Klappläden angebracht, hinter denen aber keine Fenster lagen (sog. Blindfenster). An den Turm lehnte sich südlich der Palas an; Umrisse seines hohen Spitzdaches sind am Verputz noch sichtbar.
Von der romanischen Burg hat sich teilweise die westliche Ringmauer erhalten. An der Talseite knickt diese, das natürliche Gelände ausnützend, im rechten Winkel gegen Osten ab und schließt die Burg gegen das Tal hin ab. Die talseitige Ringmauer verläuft hier fast 30 Meter gegen Osten und umschließt so auf drei Seiten eine fast senkrecht abfallende Felsrippe, die etwa 15 Meter lang und nur etwa 5 Meter breit ist. Eine weitere Ringmauer läuft vom Bergfried abwärts gegen die Feldseite. In einer späteren Bauphase war hier noch ein Torturm, von dem nur noch geringe Reste erhalten sind.
100 Meter nordwestlich über der Burg steht der sogenannte Weinecker Turm (nach dem Bozener Geschlecht der Weineck). Dieses aus der Gotik stammende Vorwerk hat eine Kuppe befestigt, die einen idealen Ort für einen Angriff auf die Burg darstellt. Aufgrund der Eckquader mit Zangenlöchern kann man diesen frühestens in das fortgeschrittene 14. Jahrhundert datieren. Das Pyramidendach wurde ihm erst im letzten Viertel des 20. Jahrhunderts aufgesetzt. Er war fünfgeschoßig und ist ca. 30 m hoch. Seine Bruchsteinmauern sind zwischen 1,60 und 2,0 m dick, die Seitenlänge beträgt 7,75 m. Im obersten Geschoß findet sich eine rundbogige Öffnung, die leicht aus der Mittelachse verschoben ist, und fast die gesamte Breite des Innenraums einnimmt. Über Sinn und Zweck dieser Ausnehmung ist nichts bekannt. Der ursprüngliche Eingang lag im zweiten Stock der Ostseite.